# Mrówiaczek jednobarwny
Mrówiaczek jednobarwny (Myrmotherula unicolor) – gatunek małego ptaka z rodziny chronkowatych (Thamnophilidae). Występuje endemicznie w południowo-wschodniej Brazylii. Nie jest zagrożony wyginięciem.

## Systematyka
Takson blisko spokrewniony z mrówiaczkiem ciemnoskrzydłym (M. snowi), niektórzy autorzy łączyli je nawet w jeden gatunek. Nie wyróżnia się podgatunków.

## Morfologia
Całkowita długość ciała wynosi około 9,1 cm, z czego 3,5 cm przypada na ogon. Skrzydło mierzy około 4,5 cm. Większa część upierzenia jednolicie szara. Gardło czarne, dziób czarniawy; nogi i stopy barwy ołowianej. Masa ciała wynosi około 11,5 grama.

## Występowanie
Mrówiaczek jednobarwny jest endemitem południowo-wschodniej Brazylii. Całkowity zasięg występowania szacowany jest na 237 tysięcy km² i obejmuje niższe części pasma górskiego Serra do Mar oraz przyległe wybrzeża, a także kilka innych stanowisk wysuniętych bardziej na południe aż po stan Rio Grande do Sul. Środowisko życia stanowią wilgotne lasy (zarówno pierwotne, jak i wtórne) z obecnymi pnączami oraz opadłymi liśćmi; występuje też w nadmorskiej formacji drzewiastej lub krzewiastej o nazwie restinga. Mrówiaczek jednobarwny występuje od poziomu morza do wysokości 500 m n.p.m., ale najczęściej spotykany jest poniżej 200 m n.p.m.

## Status zagrożenia i ochrona
Od roku 1994 M. unicolor uznawany był przez IUCN za gatunek narażony na wyginięcie (VU – vulnerable), w roku 2004 otrzymał niższy status – bliskiego zagrożenia (NT – near threatened), a od 2023 roku jest klasyfikowany jako gatunek najmniejszej troski (LC – least concern). Liczebność populacji nie została szacowana, prawdopodobnie przekracza 10 tysięcy dorosłych osobników, ale może też być dużo większa. Trend liczebności populacji prawdopodobnie jest spadkowy ze względu na utratę i degradację siedlisk. Gatunek odnotowano w kilku obszarach chronionych, w tym w parkach narodowych Tijuca, Serra da Bocaina i Serra dos Órgãos.